# Gibbomeconema odoriko
Gibbomeconema odoriko är en insektsart som beskrevs av Ishikawa, H. 1999. Gibbomeconema odoriko ingår i släktet Gibbomeconema och familjen vårtbitare. Inga underarter finns listade i Catalogue of Life.